# Enrique de Arfe
Enrique de Arfe, también conocido como Enrique de Colonia (Erkelenz, Sacro Imperio Romano Germánico, 1475 - León, Corona de Castilla, 1545), fue un orfebre que trabajó en Castilla, aunque su origen se supone germánico; fue el pionero de una familia de orfebres leoneses de gran reputación entre los que destacaron sus hijos, Juan y Antonio de Arfe y sus nietos Juan y Antonio.
Entre sus obras más destacadas destacan las custodias procesionales de la catedral de Toledo, el monasterio de San Benito de Sahagún, la Mezquita-catedral de Córdoba y el arca funeraria de San Froilán en León, ya que la custodia de la catedral leonesa desapareció. Su estilo es gótico, aunque comenzó a dar algunos precedentes de arte renacentista en Castilla. Asimismo, elaboró piezas asociadas a los pasos procesionales de Semana Santa como cruces, cofres y relicarios.

## Historia

### Orígenes germanos

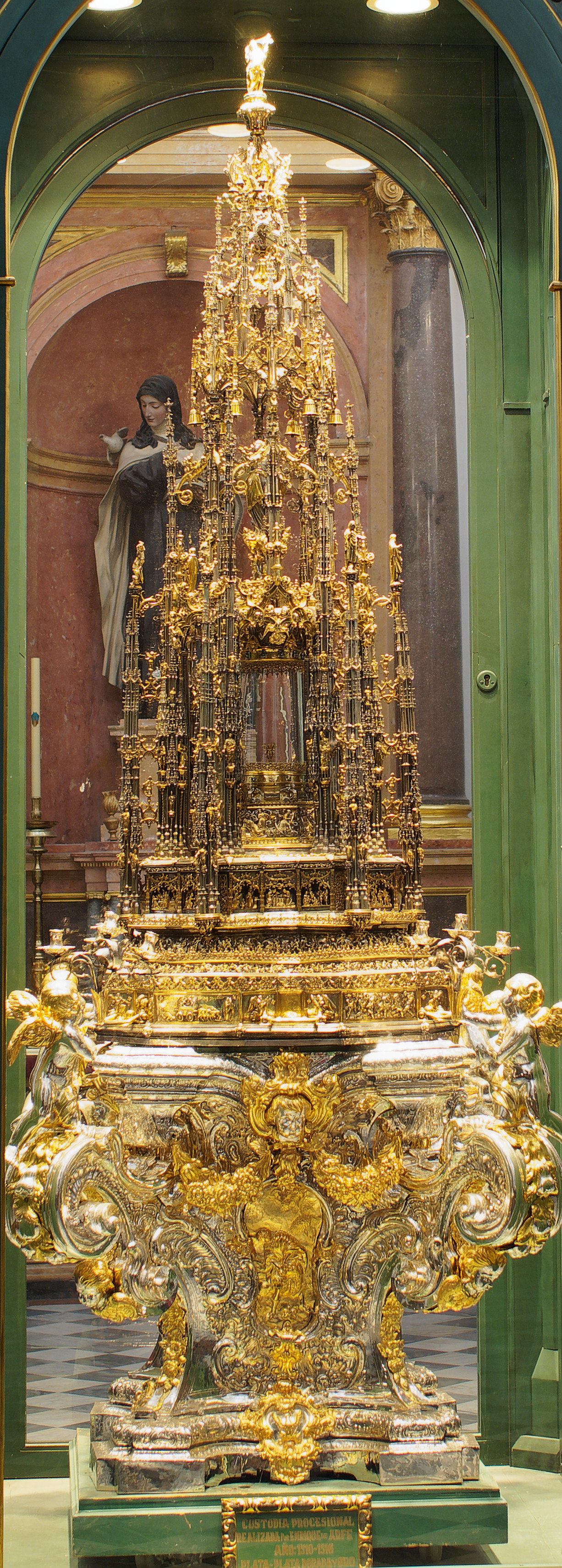
Custodia de la Mezquita-catedral de Córdoba, realizada por Enrique de Arfe entre 1514 y 1518 en estilo gótico.

Enrique nació en Herfenes, actual Erkelenz (Alemania), en lo que sería el antiguo ducado de Güeldre, en las fronteras del Sacro Imperio Romano Germánico. Fue hijo de Guitarte de Arfe y María Utman y se formó en las artes de la orfebrería y la platería, probablemente en Colonia o Aquisgrán, donde se hallaban maestros como Hans von Reutlingen, con clara similitud a la obra de Enrique.

### Llegada a Castilla
Su llegada a Castilla se produjo a finales de 1500, específicamente a la ciudad de León, donde desarrolló su arte, al comienzo con una clara influencia del gótico norteño. Allí comenzó a coger influencia en la misma catedral leonesa, donde trabajaba su suegro Diego Copín de Holanda en la sillería del coro. El 21 de enero de 1501 le encargaron la realizaron de la custodia de la catedral, permaneciendo desde entonces en León hasta su muerte, con breves estancias en Córdoba y Toledo. Su residencia se ubicaba en la calle Cardiles. La finalización de esta custodia se retrasó varios años, lo que aprovechó para realizar otros encargos como la custodia del monasterio de San Benito, en Sahagún, o la cruz y el incensario de la iglesia de Villacidaler, en la provincia de Palencia. La custodia y cruz leonesas se perdieron en 1809 durante la Guerra de independencia española, mientras que la cruz de Villacidaler fue robada durante una exposición en 1906.
Asimismo, en 1509 los eclesiásticos de la catedral de Sevilla pensaron en él para la realización de su custodia, mientras que el 14 de abril de 1511 presentó un proyecto para la realización de la custodia de la catedral de Salamanca, aunque este proyecto quedó abandonado. En 1514 comienza la custodia de la Mezquita-catedral de Córdoba, aunque sus compromisos con la diócesis leonesa impidieron que su estancia se alargara, por lo que finalmente la concluyó cuatro años más tarde. Sus trabajos prosiguieron ese año en la catedral leonesa, realizando el arca de enterramiento de San Froilán, mientras que comienza a elaborar la custodia de la catedral de Toledo. Entre 1521 y 1522 pasó temporadas en Toledo, aumentando el descontento leonés, por lo que la custodia toledana no se dio por concluida hasta un año después. Su última obra documentada son cuatro cetros en la catedral de Oviedo, cuyo contrato data del 2 de octubre de 1526.
Se desconoce el motivo de la ausencia de trabajos desde su último trabajo en Oviedo hasta su fallecimiento, en el que trascurrirán casi dos décadas. Dejó en su legado una estirpe de grandes orfebres entre los que destacan su hijo Antonio de Arfe y su nieto Juan de Arfe.